# Hemigrammus orthus
Hemigrammus orthus är en sydamerikansk art av tetra som beskrevs 1909 av den amerikanska iktyologen Marion Durbin Ellis. Den ingår i släktet Hemigrammus och familjen Characidae. Den förekommer i de två floderna Essequibo (Guyana) och Rio Tapajós (Brasilien. Inga underarter finns listade i Catalogue of Life.